# Калиська (Щецинецький повіт)
Калиська (пол. Kaliska) — село в Польщі, у гміні Білий Бур Щецинецького повіту Західнопоморського воєводства.
Населення — 182 особи (2011).
У 1975-1998 роках село належало до Кошалінського воєводства.

## Демографія
Демографічна структура станом на 31 березня 2011 року:
|          | Загалом | Допрацездатний вік | Працездатний вік | Постпрацездатний вік |
| -------- | ------- | ------------------ | ---------------- | -------------------- |
| Чоловіки | 94      | 19                 | 68               | 7                    |
| Жінки    | 88      | 18                 | 54               | 16                   |
| Разом    | 182     | 37                 | 122              | 23                   |